# کشتی خدایان
کشتی خدایان (انگلیسی: Cruise of the Gods) یک تله‌فیلم کمدی-درام بریتانیایی است که در سال ۲۰۰۲ میلادی منتشر شد.

## بازیگران
- راب برایدون
- استیو کوگان
- دیوید ویلیامز
- جیمز کوردن
- فیلیپ جکسون
- گری اوبراین